# Xã Harrison, Quận Kandiyohi, Minnesota
Xã Harrison (tiếng Anh: Harrison Township) là một xã thuộc quận Kandiyohi, tiểu bang Minnesota, Hoa Kỳ. Năm 2010, dân số của xã này là 576 người.